# Primetime-Emmy-Verleihung 2024
Die 76. Emmy-Verleihung in der Sparte Prime Time (im Original: 76th Primetime Emmy Awards) fand am 15. September 2024 statt. Die Nominierungen wurden am 17. Juli 2024 von den Schauspielern Tony Hale und Sheryl Lee Ralph bekanntgegeben. Als Moderatoren der Gala fungierten die kanadischen Schauspieler Eugene Levy und Daniel Levy. In Deutschland wurde die Preisverleihung auf MagentaTV übertragen.

## Nominierungen (Auswahl)

### Sparte Comedy

#### Beste Comedyserie
Hacks
Nominierte:
- Abbott Elementary
- The Bear: King of the Kitchen (The Bear)
- Lass es, Larry! (Curb Your Enthusiasm)
- Only Murders in the Building
- Palm Royale
- Reservation Dogs
- What We Do in the Shadows

#### Bester Hauptdarsteller – Comedyserie
Jeremy Allen White – The Bear: King of the Kitchen (The Bear)
Nominierte:
- Matt Berry – What We Do in the Shadows
- Larry David – Lass es, Larry! (Curb Your Enthusiasm)
- Steve Martin – Only Murders in the Building
- Martin Short – Only Murders in the Building
- D’Pharaoh Woon-A-Tai – Reservation Dogs

#### Beste Hauptdarstellerin – Comedyserie
Jean Smart – Hacks
Nominierte:
- Quinta Brunson – Abbott Elementary
- Ayo Edebiri – The Bear: King of the Kitchen (The Bear)
- Selena Gomez – Only Murders in the Building
- Maya Rudolph – Loot
- Kristen Wiig – Palm Royale

#### Bester Nebendarsteller – Comedyserie
Ebon Moss-Bachrach – The Bear: King of the Kitchen (The Bear)
Nominierte:
- Lionel Boyce – The Bear: King of the Kitchen (The Bear)
- Paul W. Downs – Hacks
- Paul Rudd – Only Murders in the Building
- Tyler James Williams – Abbott Elementary
- Bowen Yang – Saturday Night Live

#### Beste Nebendarstellerin – Comedyserie
Liza Colón-Zayas – The Bear: King of the Kitchen (The Bear)
Nominierte:
- Carol Burnett – Palm Royale
- Hannah Einbinder – Hacks
- Janelle James – Abbott Elementary
- Sheryl Lee Ralph – Abbott Elementary
- Meryl Streep – Only Murders in the Building

### Sparte Drama

#### Beste Dramaserie
Shōgun
Nominierte:
- 3 Body Problem
- The Crown
- Fallout
- The Gilded Age
- The Morning Show
- Mr. & Mrs. Smith
- Slow Horses – Ein Fall für Jackson Lamb (Slow Horses)

#### Bester Hauptdarsteller – Dramaserie
Hiroyuki Sanada – Shōgun
Nominierte:
- Idris Elba – Hijack
- Donald Glover – Mr. & Mrs. Smith
- Walton Goggins – Fallout
- Gary Oldman – Slow Horses – Ein Fall für Jackson Lamb (Slow Horses)
- Dominic West – The Crown

#### Beste Hauptdarstellerin – Dramaserie
Anna Sawai – Shōgun
Nominierte:
- Jennifer Aniston – The Morning Show
- Carrie Coon – The Gilded Age
- Maya Erskine – Mr. & Mrs. Smith
- Imelda Staunton – The Crown
- Reese Witherspoon – The Morning Show

#### Bester Nebendarsteller – Dramaserie
Billy Crudup – The Morning Show
Nominierte:
- Tadanobu Asano – Shōgun
- Mark Duplass – The Morning Show
- Jon Hamm – The Morning Show
- Takehiro Hira – Shōgun
- Jack Lowden – Slow Horses – Ein Fall für Jackson Lamb (Slow Horses)
- Jonathan Pryce – The Crown

#### Beste Nebendarstellerin – Dramaserie
Elizabeth Debicki – The Crown
Nominierte:
- Christine Baranski – The Gilded Age
- Nicole Beharie – The Morning Show
- Greta Lee – The Morning Show
- Lesley Manville – The Crown
- Karen Pittman – The Morning Show
- Holland Taylor – The Morning Show

### Sparte Miniserie bzw. Fernsehfilm

#### Beste Miniserie
Rentierbaby (Baby Reindeer)
Nominierte:
- Fargo
- Eine Frage der Chemie (Lessons in Chemistry)
- Ripley
- True Detective

#### Bester Fernsehfilm
Quiz Lady
Nominierte:
- Mr. Monk’s Last Case: A Monk Movie
- Royal Blue (Red, White & Royal Blue)
- Scoop – Ein royales Interview (Scoop)
- Unfrosted

#### Bester Hauptdarsteller – Miniserie oder Fernsehfilm
Richard Gadd – Rentierbaby (Baby Reindeer)
Nominierte:
- Matt Bomer – Fellow Travelers
- Jon Hamm – Fargo
- Tom Hollander – Feud
- Andrew Scott – Ripley

#### Beste Hauptdarstellerin – Miniserie oder Fernsehfilm
Jodie Foster – True Detective
Nominierte:
- Brie Larson – Eine Frage der Chemie (Lessons in Chemistry)
- Juno Temple – Fargo
- Sofía Vergara – Griselda
- Naomi Watts – Feud

#### Bester Nebendarsteller – Miniserie oder Fernsehfilm
Lamorne Morris – Fargo
Nominierte:
- Jonathan Bailey – Fellow Travelers
- Robert Downey Jr. – The Sympathizer
- Tom Goodman-Hill – Rentierbaby (Baby Reindeer)
- John Hawkes – True Detective
- Lewis Pullman – Eine Frage der Chemie (Lessons in Chemistry)
- Treat Williams – Feud

#### Beste Nebendarstellerin – Miniserie oder Fernsehfilm
Jessica Gunning – Rentierbaby (Baby Reindeer)
Nominierte:
- Dakota Fanning – Ripley
- Lily Gladstone – Under the Bridge
- Aja Naomi King – Eine Frage der Chemie (Lessons in Chemistry)
- Diane Lane – Feud
- Nava Mau – Rentierbaby (Baby Reindeer)
- Kali Reis – True Detective

### Animationsprogramm
Blue Eye Samurai
Nominierte:
- Bob’s Burgers
- Scavengers Reign
- Die Simpsons (The Simpsons)
- X-Men ’97

### Bester Vorspann
Shōgun
Nominierte:
- Fallout
- Eine Frage der Chemie (Lessons in Chemistry)
- Palm Royale
- Silo
- 3 Body Problem

### Bester Score für eine Serie
Only Murders in the Building
Nominierte:
- The Crown
- Mr. & Mrs. Smith
- Palm Royale
- Shōgun
- Silo
- Slow Horses – Ein Fall für Jackson Lamb (Slow Horses)

### Beste Titelmusik
Palm Royale
Nominierte:
- Feud
- Eine Frage der Chemie (Lessons in Chemistry)
- Masters of the Air
- Shōgun